# Sarah Steyaert
Sarah Andréa Steyaert (* 27. November 1986 in Bordeaux) ist eine französische Seglerin.

## Erfolge
Sarah Steyaert startete zunächst in der Bootsklasse Laser Radial. Ihr erster Medaillengewinn bei Meisterschaften war sogleich der Gewinn der Europameisterschaften 2005 in Split. Zwei Jahre darauf belegte sie bei den Europameisterschaften in Scheveningen den zweiten Platz. 2008 wurde sie in Auckland zudem Weltmeisterin. Im selben Jahr gab sie in Peking ihr Olympiadebüt. Mit 77 Punkten erreichte sie dort den fünften Platz. In Charlottenlund beendete Steyaert die Europameisterschaften 2009 wie schon 2007 auf dem zweiten Platz. Bei den Olympischen Spielen 2012 in London kam Steyeart nicht über den 16. Platz hinaus.
Nach den Spielen wechselte sie in die Bootsklasse 49erFX und gewann bereits 2013 ihre erste Medaille, als sie mit Julie Bossard bei den Weltmeisterschaften in Marseille den dritten Rang belegte. Die Olympischen Spiele 2016 in Rio de Janeiro bestritt sie an der Seite von Aude Compan. Die beiden qualifizierten sich für die finale Wettfahrt, das Medal Race, und schlossen die Regatta mit 85 Punkten auf dem sechsten Platz ab. Der nächste Medaillengewinn für Steyaert dauerte bis zum Jahr 2024, als sie in La Grande-Motte mit Charline Picon Vizeeuropameisterin wurde. Im selben Jahr gingen die beiden gemeinsam bei den Olympischen Spielen in Paris an den Start. Sie belegten fünfmal den zweiten Platz in den ersten zwölf Wettfahrten und gingen mit sieben Punkten Vorsprung vor Vilma Bobeck und Rebecca Netzler aus Schweden und einem Punkt Vorsprung auf die Niederländerinnen Annette Duetz und Odile van Aanholt als Erste ins abschließende Medal Race. Unter den dort startenden zehn Teams belegten sie den sechsten Platz, womit Steyaert und Picon im Gesamtklassement noch um zwei Plätze nach hinten rückten. Duetz und van Aanholt wurden mit 74 Punkten Olympiasiegerinnen, vor Bobeck und Netzler mit 76 Punkten. Steyaert und Picon erzielten 79 Gesamtpunkte und erhielten als Drittplatzierte somit die Bronzemedaille.
Für ihren Medaillengewinn erhielt Steyaert am 24. September 2024 das Ritterkreuz des Ordre national du Mérite.